# Matrimonio igualitario en Corea del Sur
El matrimonio igualitario en Corea del Sur no está reconocido por la ley.        

## Legislación
Desde el establecimiento en 1948 de la Primera República, los distintos gobiernos de Corea del Sur no han abordado el reconocimiento del matrimonio entre personas del mismo sexo. Una encuesta de 2013 mostró que cerca del 60% de la población cree que la sociedad no debería aceptar la homosexualidad. Ese mismo año,    
En octubre de 2014, varios miembros del Partido Minju de Corea presentaron una propuesta de ley que reconocería las parejas de hecho formadas tanto por personas de sexos opuestos como del mismo sexo. De esta forma, accedían a disfrutar de las mismas exenciones fiscales otorgadas a las parejas casadas, así como de protección contra la violencia doméstica, además de otros beneficios.
En enero de 2018, grupos de activistas LGBT expresaron sus expectativas de que la nueva constitución, que debería estar redactada hacia junio de 2018, incluya el reconocimiento de los matrimonios entre personas del mismo sexo. Para realizar enmiendas a la Constitución de Corea, es necesaria una mayoría de dos tercios en el parlamento.

## Desafíos legales
En septiembre de 2013, el director de cine y activista Kim Jho Kwang Soo se casó públicamente con su compañero Kim Seung Hwan. El matrimonio no tenía validez legal y en julio de 2015, la pareja interpuso una demanda contra las autoridades locales en Seúl para buscar el amparo legal. El 25 de mayo de 2016, el Tribunal del Distrito Oeste de Seúl falló en contra de la pareja argumentando que, sin una legislación clara al respecto, la unión de personas del mismo sexo no puede ser reconocida como matrimonio. Su abogado, Ryu Min-Hee, anunció que otras dos parejas homosexuales habían presentado demandas por separado para poder casarse. El 5 de diciembre de 2016, el tribunal de apelaciones confirmó el fallo del tribunal del distrito, al constatar que no tenía fallas legales. Más tarde, la pareja confirmó que llevaría su caso ante la Corte Suprema.

## Posturas políticas

### A favor
El Partido Democrático de Corea, fundado en enero de 2000, es el tercer partido con mayor representación en Corea del Sur y tiene una comisión política llamada Comité de Minorías Sexuales que aboga por el reconocimiento y la representación política de las minorías sexuales. Su agenda incluye una campaña en contra de la homofobia y la discriminación por orientación sexual, y a favor de la igualdad de derechos de las minorías sexuales (en sus propias palabras: "Absoluta libertad, igualdad, y derecho de buscar la felicidad para los homosexuales"), así como de la legalización de matrimonios del mismo sexo. En su campaña para las elecciones al parlamento de 2004, el Partido Democrático de Corea prometió abolir las desigualdades que afectan a las minorías sexuales y ganó 10 escaños en la Asamblea Nacional Gughoe, un resultado histórico.
El 30 de julio de 2004, el Comité presentó una queja formal contra la decisión del Tribunal de Distrito de Incheon de rechazar los matrimonios entre personas del mismo sexo. La queja se basaba en que la decisión es inconstitucional debido a que ni la Constitución ni el código civil definen que el matrimonio tenga que ser entre un hombre y una mujer (el único requisito mencionado es ser mayor de edad) y la Constitución prohíbe de forma explícita la discriminación "relacionada con aspectos políticos, económicos o culturales de la vida de una persona". El Comité también se lamentaba de que el rechazo a reconocer los matrimonios entre personas del mismo sexo supone discriminación con base en su orientación sexual y niega proporcionar la protección de la ley.
En una entrevista realizada en septiembre de 2014 y publicada en octubre, el alcalde de Seúl, Park Won-soon, anunció su apoyo al matrimonio entre personas del mismo sexo, diciendo que espera que Corea del Sur se convierta en la primera nación asiática en legalizarlo. Unos días después, el gobierno de la ciudad anunció que se habían malinterpretado sus palabras y que Park quiso decir que quizás el país se convierta en el primero de la región en legalizar los matrimonios entre personas del mismo sexo. Esto se produjo tras la reacción hostil de la Iglesia Católica.

### En contra
El 19 de diciembre de 2007, el conservador Lee Myung-bak, del Partido Libertad de Corea, ganó las elecciones presidenciales. En una entrevista de un diario en 2007, el presidente electo declaró que la homosexualidad es "anormal", y se opuso al reconocimiento legal de matrimonios entre personas del mismo sexo.
El entonces presidente Moon Jae-in también se opuso.

## Opinión pública
Una encuesta de mayo de 2013 hecha por Ipsos reveló que el 26 % de los encuestados eran favorables a los matrimonios entre personas del mismo sexo y un 31 % apoyaban el reconocimiento de otros tipos de uniones.
Una encuesta realizada en diciembre de 2017 por Gallup para la MBC y para el portavoz de la Asamblea Nacional indicó que el 41 % de los surcoreanos creían que debían ser permitidos los matrimonios entre personas del mismo sexo, frente a un 52 % en contra.
El apoyo público al matrimonio igualitario crece rápidamente. En 2010, el 30,5 % y el 20,7 % de surcoreanos en la franja de los 20 y los 30 años respectivamente apoyaban la legalización de los matrimonios entre personas del mismo sexo. En 2014, estas cifras prácticamente se doblaron, con un 60,2 % y un 40,4 % respectivamente. Sin embargo, el apoyo entre gente de más de 60 años permaneció relativamente invariable (14,4 % a 14,5 %).